# Linda Sandblom
Linda Maria Sandblom (né le 18 octobre 1989 à Hangö) est une athlète finlandaise, spécialiste du saut en hauteur.

## Biographie
Lors des championnats finlandais en salle, elle a remporté une fois l'or (en 2016), deux  fois l'argent (en 2009 et en 2014) et une fois le bronze (en 2013).
Sandblom a établi un nouveau record finlandais à 193 cm le 25 juin 2016 à Kuortane lors des Elite Games. Son record en salle est à 185 cm qu'elle a sauté à Jyväskylä le 17 février 2013.
En 2016, elle participe aux Jeux olympiques de 2016 (seule Finlandaise à participer à cette épreuve). Elle échoue à se qualifier pour la finale, en sautant 1 mètre 89 (le seuil de qualification était à 1 mètre 94).
En août 2017, elle participe aux Championnats du monde à Londres. Elle échoue à se qualifier pour la finale, ne sautant que 1 mètre 80 (le seuil de qualification était à 1 mètre 94).
Elle est entraînée par Matti Nieminen et Leif Sandblom.